# Спурий Навций Рутил (трибун 424 пр.н.е.)
Вижте пояснителната страница за други личности с името Спурий Навций Рутил.
Спурий Навций Рутил (на латински: Spurius Nautius Rutilus) e политик на Римската република.
Произлиза от патрицианската фамилия Навции. Баща е на Спурий Навций Рутил (консулски военен трибун 419, 416 и 404 пр.н.е.).
През 424 пр.н.е. той е консулски военен трибун с 3 други колеги, Луций Сергий Фидена, Апий Клавдий Крас Сабин и Секст Юлий Юл.